# Ezio Ceccarelli
Ezio Ceccarelli (Montecatini Val di Cecina, 27 luglio 1865 – Volterra, 27 dicembre 1927) è stato uno scultore italiano.

## Biografia
Visse in prevalenza a Firenze, dove frequentò l'Accademia di belle arti. Nel luglio 1900 risultava lavorare presso lo studio di scultura di Fortunato Gori, col quale depositò il busto in marmo Fiore di pensiero. Condusse un proprio laboratorio di scultore in via Fra' Bartolomeo, in cui ebbe allievi e collaboratori; negli ultimi anni insegnò all'Istituto d'arte di Volterra, ove morì improvvisamente a 62 anni.
Autore di alcuni monumenti pubblici (a Garibaldi a Massa, ai caduti a Porto Ceresio e a Montecatini Val di Cecina, a Carlo Montanari a Verona), espose alla Biennale di Venezia nel 1907, 1909 e 1910 e alla mostra nazionale tenutasi a Milano nel 1906 in occasione dell'apertura del Traforo del Sempione. Ceccarelli si distinse soprattutto nell'esecuzione di modelli originali destinati alla riproduzione seriale in gres, marmo e alabastro, diversamente dai colleghi Mario Salvini, Antonio Frilli e Giuseppe Gambogi, che in genere preferivano lavorare su modelli altrui, così come la celebre Manifattura di Signa.
La sua opera più celebre è l'Ecce Homo, scultura in marmo che fu premiata in un concorso internazionale a Torino nel 1899, venendo poi riprodotta in terrecotte patinate dalla manifattura fiorentina di Federico Ghiozzi. Da non trascurare la sua collaborazione con le manifatture Keras, Altoviti-Avila, Fratelli Pugi e soprattutto con la nota Goldscheider di Parigi. I legami con la Francia furono molteplici: espose alle edizioni del Salon del 1900 e 1904, fu amico di Auguste Rodin, mentre un suo allievo, Enrico Vannucci, vi divenne modellatore di maioliche; inoltre, attraverso la succursale parigina del fiorentino Luigi Martini, poté accedere più facilmente al mercato francese.
Le composizioni in marmo raffiguranti soggetti infantili (Fior di giglio, Il broncio, Il bacio dei fratellini, L'amor d'Italia) vennero molto apprezzate dal mercato della borghesia europea, mentre l'allegoria bronzea raffigurante un angelo, più vicina al simbolismo, venne acquisita dalla Galleria d'arte moderna di Palazzo Pitti.
Fu suo allievo il cugino Pietro Ceccarelli (1888 - 1946), operante sia in Toscana, sia in Venezuela.